# Championnats de France de cyclisme sur route 2014
Les championnats de France de cyclisme sur route 2014 se déroulent à :
- Poitiers au Futuroscope (Poitou-Charentes) du 26 au 29 juin, pour les épreuves élites messieurs, dames et amateurs[1],[2], organisés par la Fédération française de cyclisme et le Conseil Général de la Vienne.
- Saint-Omer (Nord-Pas-de-Calais) du 21 au 24 août 2014, pour les championnats de France de l'Avenir (cadets, juniors et espoirs), organisés par la Fédération française de cyclisme (FFC)[3]

Cinq catégories sont au programme : cadets (15/16 ans), juniors (17/18 ans), espoirs (moins de 23 ans), amateurs et professionnels.

## Programme
| Championnats de France à Poitiers - Jeudi 26 juin - Contre-la-montre individuel - Élites et espoirs dames : 23,900 km - Contre-la-montre individuel - Élites hommes (professionnels et amateurs) : 49,200 km - Samedi 28 juin - Course en ligne - Amateurs hommes : 173,300 km - Course en ligne - Élites et espoirs dames : 94,900 km - Dimanche 29 juin - Course en ligne - Élites hommes (professionnels) : 251,700 km | Championnats de France de l'Avenir à Saint-Omer - Jeudi 21 août - Contre-la-montre individuel - Juniors dames : 14,600 km - Contre-la-montre individuel - Juniors hommes : 21,100 km - Contre-la-montre individuel - Espoirs hommes : 24,650 km - Vendredi 22 août - Course en ligne - Minimes et cadettes dames : 62 km - Course en ligne - Cadets hommes : 77,5 km - Samedi 23 août - Course en ligne - Juniors dames : 77,5 km - Course en ligne - Juniors hommes : 139,5 km - Dimanche 24 août - Course en ligne - Espoirs hommes : 170,5 km |

#### Course en ligne - espoirs

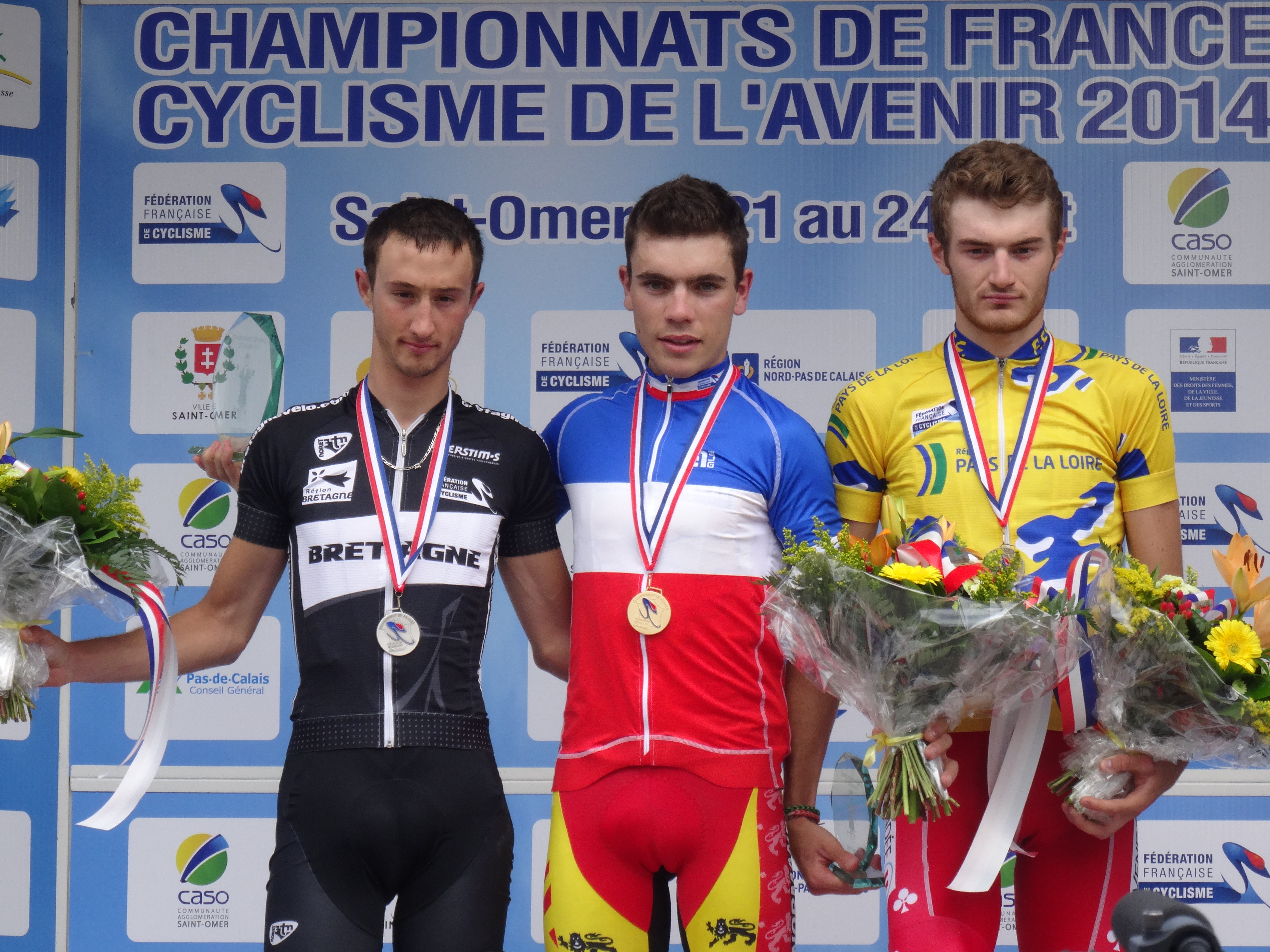
David Cherbonnet, Jérémy Leveau et Guillaume Thévenot.

#### Contre-la-montre - espoirs

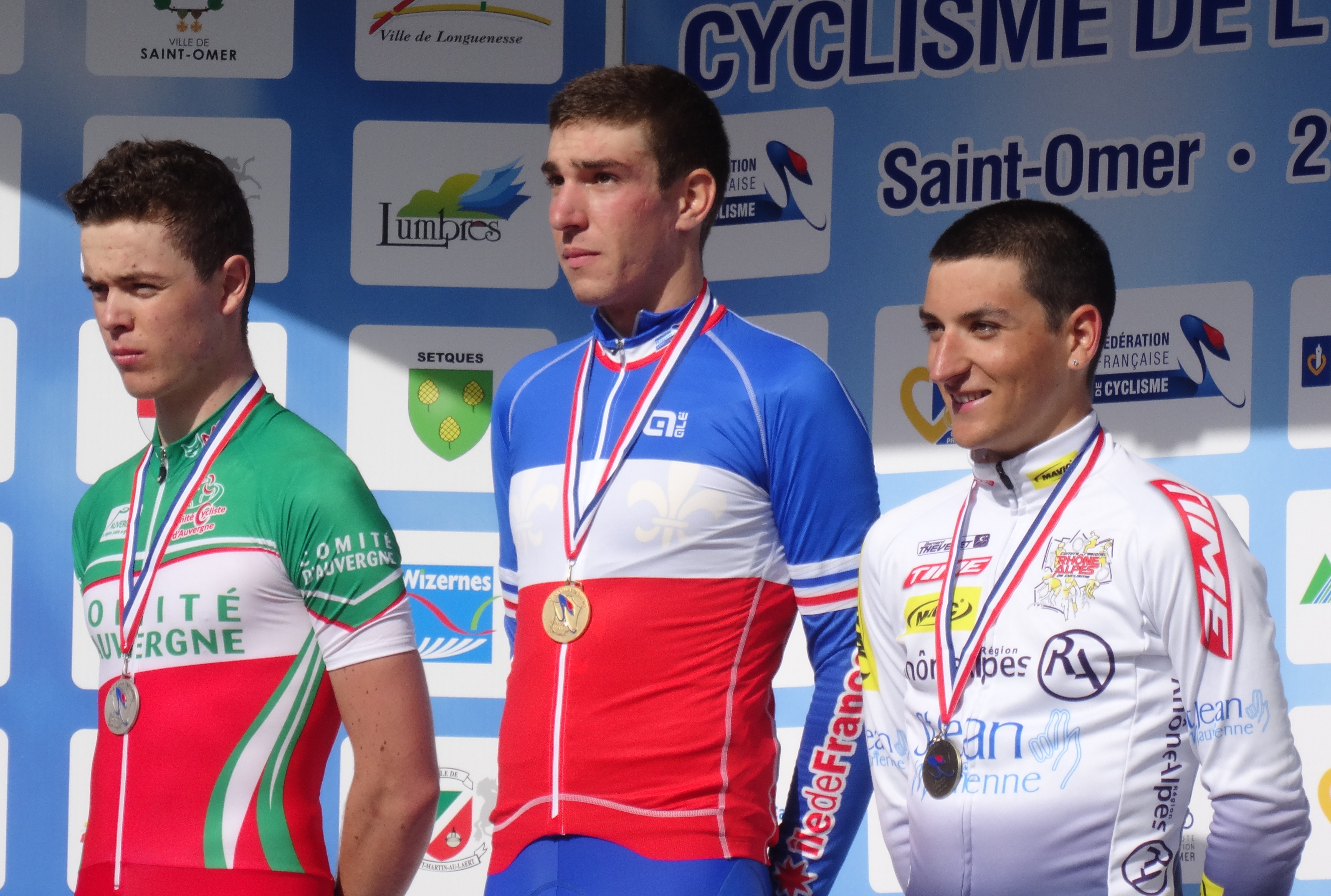
Rémi Cavagna, Bruno Armirail et Nans Peters.

#### Contre-la-montre - juniors

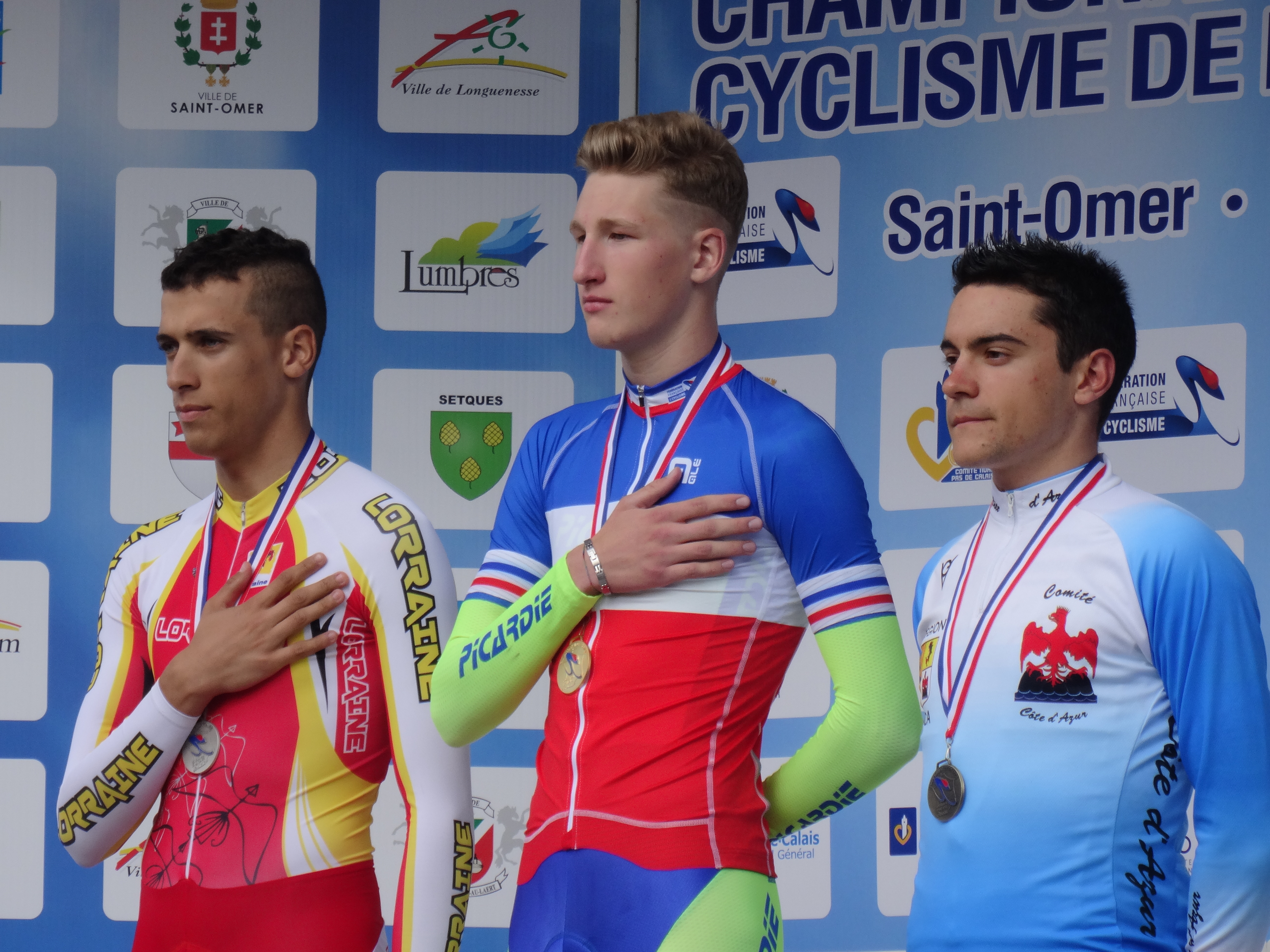
Rayane Bouhanni, Corentin Ermenault et Jérémy Defaye.

## Podiums

### Hommes
| Épreuves                    | Or                     | Argent           | Bronze             |
| --------------------------- | ---------------------- | ---------------- | ------------------ |
| Course en ligne - élites    | Arnaud Démare          | Nacer Bouhanni   | Kévin Réza         |
| Contre-la-montre - élites   | Sylvain Chavanel       | Anthony Roux     | Maxime Bouet       |
| Course en ligne - amateurs  | Yann Guyot             | Jérôme Mainard   | Anthony Turgis     |
| Contre-la-montre - amateurs | Romain Bacon           | Julien Morice    | Julien Loubet      |
| Course en ligne - espoirs   | Jérémy Leveau          | David Cherbonnet | Guillaume Thévenot |
| Contre-la-montre - espoirs  | Bruno Armirail         | Rémi Cavagna     | Nans Peters        |
| Course en ligne - juniors   | Rayane Bouhanni        | Léo Danès        | Arthur Didelot     |
| Contre-la-montre - juniors  | Corentin Ermenault     | Rayane Bouhanni  | Jérémy Defaye      |
| Course en ligne - cadets    | Clément Bétouigt-Suire | Anthony Jullien  | Tanguy Turgis      |

### Femmes
| Épreuves                   | Or                     | Argent            | Bronze             |
| -------------------------- | ---------------------- | ----------------- | ------------------ |
| Course en ligne - élites   | Pauline Ferrand-Prévot | Mélodie Lesueur   | Fanny Riberot      |
| Contre-la-montre - élites  | Pauline Ferrand-Prévot | Audrey Cordon     | Aude Biannic       |
| Course en ligne - espoirs  | Pauline Ferrand-Prévot | Coralie Demay     | Marine Strappazzon |
| Contre-la-montre - espoirs | Pauline Ferrand-Prévot | Lucie Pader       | Séverine Eraud     |
| Course en ligne - juniors  | Soline Lamboley        | Fanny Zambon      | Chloé Fortin       |
| Contre-la-montre - juniors | Margot Dutour          | Greta Richioud    | Laura Perry        |
| Course en ligne - cadettes | Juliette Labous        | Maëlle Grossetête | Pauline Clouard    |

## Résultats détaillés

### Championnats masculins
| #  | Cycliste          | Équipe           |    | Temps           |
| -- | ----------------- | ---------------- | -- | --------------- |
| 1  | Arnaud Démare     | FDJ.fr           | en | 5 h 44 min 48 s |
| 2  | Nacer Bouhanni    | FDJ.fr           | +  | 0 s             |
| 3  | Kévin Réza        | Europcar         |    | 0 s             |
| 4  | Julien Simon      | Cofidis          |    | 0 s             |
| 5  | Maxime Daniel     | AG2R La Mondiale |    | 0 s             |
| 6  | Sébastien Hinault | IAM              |    | 0 s             |
| 7  | Sylvain Chavanel  | IAM              |    | 0 s             |
| 8  | Adrien Petit      | Cofidis          |    | 0 s             |
| 9  | Stéphane Poulhiès | Cofidis          |    | 0 s             |
| 10 | Tony Gallopin     | Lotto-Belisol    |    | 0 s             |

| #  | Cycliste               | Équipe           |    | Temps       |
| -- | ---------------------- | ---------------- | -- | ----------- |
| 1  | Sylvain Chavanel       | IAM              | en | 57 min 54 s |
| 2  | Anthony Roux           | FDJ.fr           | +  | 17 s        |
| 3  | Maxime Bouet           | AG2R La Mondiale |    | 1 min 17 s  |
| 4  | Jean-Christophe Péraud | AG2R La Mondiale |    | 1 min 37 s  |
| 5  | Jérôme Coppel          | Cofidis          |    | 1 min 40 s  |
| 6  | Jérémy Roy             | FDJ.fr           |    | 1 min 41 s  |
| 7  | Johan Le Bon           | FDJ.fr           |    | 1 min 50 s  |
| 8  | Stéphane Rossetto      | BigMat-Auber 93  |    | 1 min 54 s  |
| 9  | Alexandre Geniez       | FDJ.fr           |    | 2 min 04 s  |
| 10 | Alexis Gougeard        | AG2R La Mondiale |    | 2 min 12 s  |

| #  | Cycliste         | Équipe               |    | Temps           |
| -- | ---------------- | -------------------- | -- | --------------- |
| 1  | Yann Guyot       | Armée de Terre       | en | 3 h 57 min 07 s |
| 2  | Jérôme Mainard   | CR4C Roanne          | +  | 1 s             |
| 3  | Anthony Turgis   | CC Nogent-sur-Oise   |    | 12 s            |
| 4  | Romain Cardis    | Vendée U             |    | 16 s            |
| 5  | Marc Sarreau     | Armée de Terre       |    | 16 s            |
| 6  | David Cherbonnet | Bretagne             |    | 16 s            |
| 7  | Benoît Daeninck  | CC Nogent-sur-Oise   |    | 16 s            |
| 8  | Benoît Sinner    | Armée de Terre       |    | 16 s            |
| 9  | David Menut      | Armée de Terre       |    | 16 s            |
| 10 | Fabien Schmidt   | UC Nantes Atlantique |    | 16 s            |

| #  | Cycliste                 | Équipe                  |    | Temps           |
| -- | ------------------------ | ----------------------- | -- | --------------- |
| 1  | Romain Bacon             | Vulco-VC Vaulx-en-Velin | en | 1 h 00 min 44 s |
| 2  | Julien Morice            | Vendée U                | +  | 3 s             |
| 3  | Julien Loubet            | Midi-Pyrénées           |    | 9 s             |
| 4  | Sébastien Fournet-Fayard | Pro Immo Nicolas Roux   |    | 23 s            |
| 5  | Bruno Armirail           | Armée de Terre          |    | 28 s            |
| 6  | Jérôme Mainard           | CR4C Roanne             |    | 59 s            |
| 7  | Aurélien Moulin          | Océane U-Top 16         |    | 1 min 13 s      |
| 8  | Mathieu Dumont           | Aquitaine               |    | 1 min 58 s      |
| 9  | Kévin Lalouette          | USSA Pavilly Barentin   |    | 2 min 11 s      |
| 10 | Anthony Perez            | AVC Aix-en-Provence     |    | 2 min 20 s      |

| #   | Cycliste           | Équipe           |    | Temps          |
| --- | ------------------ | ---------------- | -- | -------------- |
| 1.  | Jérémy Leveau      | Normandie        | en | 4 h 5 min 18 s |
| 2.  | David Cherbonnet   | Bretagne         | +  | 0 s            |
| 3.  | Guillaume Thévenot | Pays de la Loire |    | 0 s            |
| 4.  | Loïc Bouchereau    | Midi-Pyrénées    |    | 0 s            |
| 5.  | Alliaume Leblond   | Bourgogne        |    | 0 s            |
| 6.  | Mickaël Plantureux | Centre           |    | 0 s            |
| 7.  | Alexis Dulin       | Auvergne         |    | 0 s            |
| 8.  | Marc Sarreau       | Île-de-France    |    | 18 s           |
| 9.  | Thomas Boudat      | Pays de la Loire |    | 18 s           |
| 10. | Hugo Hofstetter    | Franche-Comté    |    | 18 s           |

| #   | Cycliste           | Équipe           |    | Temps       |
| --- | ------------------ | ---------------- | -- | ----------- |
| 1.  | Bruno Armirail     | Ile de France    | en | 31 min 57 s |
| 2.  | Rémi Cavagna       | Auvergne         | +  | 34 s        |
| 3.  | Nans Peters        | Rhône Alpes      |    | 38 s        |
| 4.  | Élie Gesbert       | Bretagne         |    | 42 s        |
| 5.  | Alexis Guérin      | Aquitaine        |    | 42 s        |
| 6.  | Dylan Kowalski     | Normandie        |    | 43 s        |
| 7.  | Thomas Boudat      | Pays de la Loire |    | 59 s        |
| 8.  | Alexis Dulin       | Auvergne         |    | 1 min 18 s  |
| 9.  | Mathias Le Turnier | Poitou-Charentes |    | 1 min 30 s  |
| 10. | Thibaut Nuns       | Poitou-Charentes |    | 1 min 30 s  |

| #   | Cycliste          | Équipe             |    | Temps           |
| --- | ----------------- | ------------------ | -- | --------------- |
| 1.  | Rayane Bouhanni   | Lorraine           | en | 3 h 27 min 45 s |
| 2.  | Léo Danès         | Bretagne           | +  | 0 s             |
| 3.  | Arthur Didelot    | Lorraine           |    | 5 s             |
| 4.  | Dorian Godon      | Rhône-Alpes        |    | 58 s            |
| 5.  | David Gaudu       | Bretagne           |    | 58 s            |
| 6.  | Jules Roueil      | Pays de la Loire   |    | 1 min 47 s      |
| 7.  | Pierre Barbier    | Picardie           |    | 1 min 47 s      |
| 8.  | Adrien Carpentier | Nord-Pas-de-Calais |    | 1 min 47 s      |
| 9.  | Alan Riou         | Bretagne           |    | 1 min 47 s      |
| 10. | Damien Gazut      | Bourgogne          |    | 1 min 47 s      |

| #   | Cycliste               | Équipe        |    | Temps       |
| --- | ---------------------- | ------------- | -- | ----------- |
| 1.  | Corentin Ermenault     | Picardie      | en | 27 min 31 s |
| 2.  | Rayane Bouhanni        | Lorraine      | +  | 51 s        |
| 3.  | Jérémy Defaye          | Côte d'Azur   |    | 54 s        |
| 4.  | Louis Louvet           | Bourgogne     |    | 1 min 01 s  |
| 5.  | Arthur Didelot         | Lorraine      |    | 1 min 13 s  |
| 6.  | Thibault Guernalec     | Bretagne      |    | 1 min 14 s  |
| 7.  | Aurélien Paret-Peintre | Rhône Alpes   |    | 1 min 16 s  |
| 8.  | Arnaud Pfrimmer        | Franche-Comté |    | 1 min 18 s  |
| 9.  | Florian Maitre         | Picardie      |    | 1 min 19 s  |
| 10. | Valentin Madouas       | Bretagne      |    | 1 min 21 s  |

| \| # \| Cycliste \| Équipe \| \| Temps \| \| --- \| ---------------------- \| ------------------ \| -- \| --------------- \| \| 1. \| Clément Bétouigt-Suire \| Aquitaine \| en \| 1 h 55 min 30 s \| \| 2. \| Anthony Jullien \| Rhône Alpes \| + \| 38 s \| \| 3. \| Tanguy Turgis \| Ile de France \| \| 38 s \| \| 4. \| Matthieu Legrand \| Ile de France \| \| 41 s \| \| 5. \| Dylan Maldonado \| Provence \| \| 51 s \| \| 6. \| Nicolas Malle \| Normandie \| \| 51 s \| \| 7. \| Mathieu Burgaudeau \| Pays de la Loire \| \| 51 s \| \| 8. \| Johan Delalaire \| Côte d'Azur \| \| 51 s \| \| 9. \| Maxime Gressier \| Nord Pas de Calais \| \| 51 s \| \| 10. \| Quentin Fournier \| Pays de la Loire \| \| 51 s \| |                        |                    |    |                 |
| # | Cycliste               | Équipe             |    | Temps           |
| 1. | Clément Bétouigt-Suire | Aquitaine          | en | 1 h 55 min 30 s |
| 2. | Anthony Jullien        | Rhône Alpes        | +  | 38 s            |
| 3. | Tanguy Turgis          | Ile de France      |    | 38 s            |
| 4. | Matthieu Legrand       | Ile de France      |    | 41 s            |
| 5. | Dylan Maldonado        | Provence           |    | 51 s            |
| 6. | Nicolas Malle          | Normandie          |    | 51 s            |
| 7. | Mathieu Burgaudeau     | Pays de la Loire   |    | 51 s            |
| 8. | Johan Delalaire        | Côte d'Azur        |    | 51 s            |
| 9. | Maxime Gressier        | Nord Pas de Calais |    | 51 s            |
| 10. | Quentin Fournier       | Pays de la Loire   |    | 51 s            |

### Championnats féminins
| #   | Cycliste                | Équipe                          |    | Temps           |
| --- | ----------------------- | ------------------------------- | -- | --------------- |
| 1.  | Pauline Ferrand-Prévot* | Rabobank Women                  | en | 2 h 23 min 30 s |
| 2.  | Mélodie Lesueur         | Lointek                         | +  | 1 min 23 s      |
| 3.  | Fanny Riberot           | Lointek                         |    | 2 min 48 s      |
| 4.  | Ludivine Loze           | Midi-Pyrénées                   |    | 2 min 48 s      |
| 5.  | Sandrine Bideau         | Poitou-Charentes Futuroscope 86 |    | 2 min 48 s      |
| 6.  | Mélanie Bravard         | Lointek                         |    | 2 min 48 s      |
| 7.  | Coralie Demay*          | Bretagne                        |    | 2 min 51 s      |
| 8.  | Marine Strappazzon*     | Franche-Comté                   |    | 2 min 52 s      |
| 9.  | Audrey Cordon           | Hitec Products                  |    | 4 min 42 s      |
| 10. | Élise Delzenne          | Specialized-Lululemon           |    | 4 min 42 s      |

| #   | Cycliste                | Équipe                          |    | Temps       |
| --- | ----------------------- | ------------------------------- | -- | ----------- |
| 1.  | Pauline Ferrand-Prévot* | Rabobank Women                  | en | 33 min 29 s |
| 2.  | Audrey Cordon           | Hitec Products                  | +  | 2 s         |
| 3.  | Aude Biannic            | Lointek                         |    | 1 min 13 s  |
| 4.  | Élise Delzenne          | Specialized-Lululemon           |    | 1 min 14 s  |
| 5.  | Edwige Pitel            | S.C. Michela Fanini Rox         |    | 1 min 26 s  |
| 6.  | Amélie Rivat            | Poitou-Charentes Futuroscope 86 |    | 1 min 39 s  |
| 7.  | Mélodie Lesueur         | Lointek                         |    | 1 min 40 s  |
| 8.  | Lucie Pader*            | Poitou-Charentes Futuroscope 86 |    | 1 min 56 s  |
| 9.  | Marjolaine Bazin        | Rhône-Alpes                     |    | 2 min 15 s  |
| 10. | Séverine Eraud*         | Pays de la Loire                |    | 2 min 15 s  |

| #   | Cycliste           | Équipe           |    | Temps           |
| --- | ------------------ | ---------------- | -- | --------------- |
| 1.  | Soline Lamboley    | Franche-Comté    | en | 2 h 13 min 52 s |
| 2.  | Fanny Zambon       | Rhône Alpes      | +  | 12 s            |
| 3.  | Chloé Fortin       | Pays de la Loire |    | 1 min 26 s      |
| 4.  | Pascaline Duchesne | Région Centre    |    | 1 min 28 s      |
| 5.  | Solène Vinsot      | Bretagne         |    | 1 min 30 s      |
| 6.  | Amandine Huygens   | Picardie         |    | m.t             |
| 7.  | Greta Richioud     | Rhône Alpes      |    | m.t             |
| 8.  | Pauline Verhoeven  | Poitou-Charentes |    | m.t             |
| 9.  | Laura Perry        | Franche-Comté    |    | m.t             |
| 10. | Gabrielle Rimasson | Bretagne         |    | m.t             |

| #   | Cycliste          | Équipe           |    | Temps       |
| --- | ----------------- | ---------------- | -- | ----------- |
| 1.  | Margot Dutour     | Aquitaine        | en | 22 min 02 s |
| 2.  | Greta Richioud    | Rhône Alpes      | +  | 2 s         |
| 3.  | Laura Perry       | Franche-Comté    |    | 3 s         |
| 4.  | Fanny Zambon      | Rhône Alpes      |    | 10 s        |
| 5.  | Mathilde Cartal   | Rhône Alpes      |    | 25 s        |
| 6.  | Chloé Fortin      | Pays de la Loire |    | 28 s        |
| 7.  | Alphanie Midelet  | Picardie         |    | 43 s        |
| 8.  | Océanne Philibert | Ile de France    |    | 46 s        |
| 9.  | Marion Borras     | Rhône Alpes      |    | 48 s        |
| 10. | Anne Etienne      | Bretagne         |    | 57 s        |

#### Course en ligne - cadettes

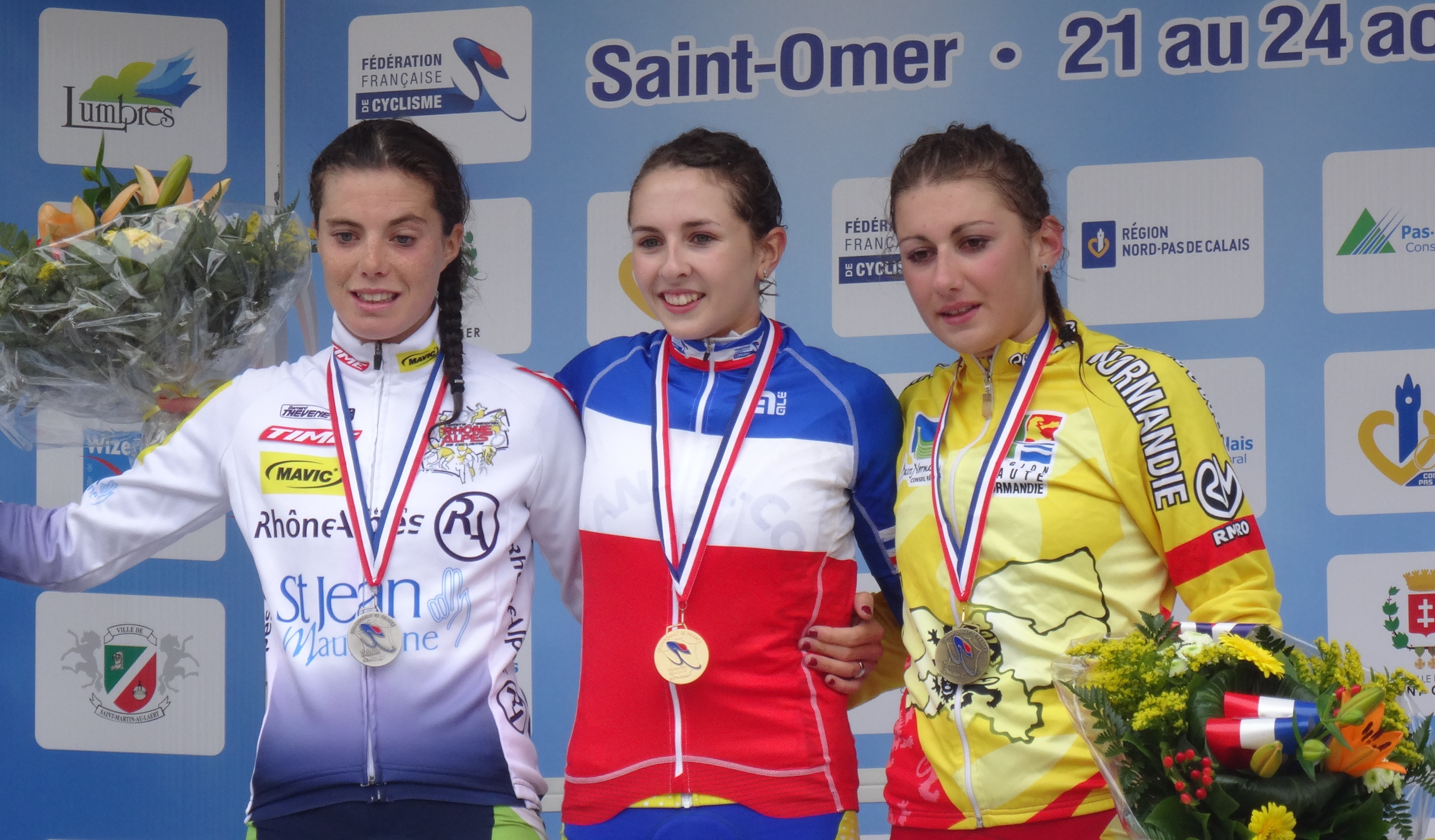
Maëlle Grossetête, Juliette Labous et Pauline Clouard.

| #   | Cycliste          | Équipe               |    | Temps           |
| --- | ----------------- | -------------------- | -- | --------------- |
| 1.  | Juliette Labous   | Franche-Comté        | en | 1 h 51 min 36 s |
| 2.  | Maëlle Grossetête | Rhône Alpes          | +  | 2 s             |
| 3.  | Pauline Clouard   | Normandie            |    | 47 s            |
| 4.  | Clara Copponi     | Provence             |    | 47 s            |
| 5.  | Lucille Gautier   | Centre               |    | 1 min 27 s      |
| 6.  | Manon Bataller    | Languedoc-Roussillon |    | 1 min 27 s      |
| 7.  | Marie Le Net      | Bretagne             |    | 1 min 27 s      |
| 8.  | Jade Wiel         | Provence             |    | 1 min 29 s      |
| 9.  | Célia Le Mouel    | Bretagne             |    | 1 min 29 s      |
| 10. | Hélène Clauzel    | Alsace               |    | 1 min 29 s      |